# Kalusha Bwalya
Kalusha Bwalya (Mufulira, 16 augustus 1963) is een Zambiaanse ex-voetballer en voetbalcoach. In 1988 werd "King Kalu" Afrikaans voetballer van het jaar. Tijdens zijn lange loopbaan als voetballer nam hij zes maal deel aan de Afrika Cup, waaronder een finaleplaats in 1994, slechts één jaar na het vliegtuigongeluk in 1993.

## Het begin
Kalusha begon zijn actieve loopbaan in 1979 op zestienjarige leeftijd. Hij maakte zijn debuut in de Zambiaanse competitie bij Mufulira Blackpool en scoorde meteen zijn eerste doelpunt. Een jaar later tekende hij al een contract bij Zambia's meest populaire club Mufulira Wanderers. In 1983 drong Kalusha door tot het nationale team van Zambia en maakte hij zijn debuut tegen Oeganda.
In 1986 was Kalusha een van de eerste Afrikaanse voetballers die de overstap wist te maken richting het rijke Europa. Cercle Brugge haalde de Zambiaan binnen. Drie seizoenen later werd Kalusha gecontracteerd door PSV dat toen net de Europacup 1 had gewonnen.

## Olympisch avontuur
Voordat Kalusha zijn kunsten zou gaan laten zien bij PSV speelde hij eerst nog mee op de Olympische Spelen in het Zuid-Koreaanse Seoel, waar Zambia de kwartfinale wist te bereiken. Door dit toernooi kreeg Kalusha wereldwijde bekendheid. Drie van de zes doelpunten die hij in Zuid-Korea maakte, waren in de wedstrijd tegen Italië die met 4-0 werd gewonnen. Hiermee werd Kalusha een van de weinige spelers die ooit een hattrick wist te scoren tegen een verdediging van een Italiaans nationaal voetbalteam. De zes doelpunten op het Olympisch toernooi leverden hem de tweede plaats op de topscorerslijst op. Kalusha maakte één doelpunt minder dan zijn toekomstige teamgenoot bij PSV Romário.

## Drama
Op 28 april 1993 speelde een van de grootste voetbalrampen in de geschiedenis zich af: het Zambiaans voetbaldrama. Kalusha was op dat moment in Nederland omdat hij nog wat formaliteiten moest verrichten voor zijn club PSV. Zijn teamgenoten waren echter al onderweg naar Senegal voor een WK-kwalificatiewedstrijd. De droom van Kalusha was om ooit te schitteren op een mondiaal toernooi en met dit talentvolle team zou dat zeker mogelijk moeten zijn. Zo ver is het uiteindelijk nooit gekomen. Het vliegtuig waarin alle selectiespelers met uitzondering van Kalusha en Musonda werden vervoerd, stortte ter hoogte van Libreville in Gabon neer. Alle inzittenden kwamen hierbij om het leven. De droom om het WK te halen was daarmee direct vervlogen. De wereld was een flink aantal getalenteerde voetbalspelers kwijt en Kalusha een hele vriendengroep.
Samen met de Zambiaanse voetbalbond werkte Kalusha aan een nieuw voetbalteam, dat het WK niet wist te halen, maar in 1994 wel reikte tot de finale van de Afrika Cup in Tunesië.

## WK-droom
Omdat het hem, mede door het ongeluk in 1993, niet wilde lukken om zich als speler te plaatsen voor het WK voetbal, werd Kalusha bondscoach van zijn land. "Great Kalu" werd met veel enthousiasme gepresenteerd en ontvangen en het hele land raakte in extase toen bleek dat Zambia ook daadwerkelijk mee zou gaan strijden voor de felbegeerde WK-plaats.
In een zware poule met onder andere Senegal, dat op de WK van 2002 nog een revelatie was, eindigde Zambia voor Kalusha teleurstellend op een derde positie, achter het gekwalificeerde Togo en Senegal.

## Kalusha Foundation
Kalusha heeft zich altijd ingezet in de strijd tegen HIV/AIDS. In 2003 besloot hij een eigen stichting op te richten: de Kalusha Foundation. Voetbal wordt hierbij ingezet als middel om de jeugd voor te lichten over hiv en aids. Met behulp van de slogan "A Healthy Body, A Healthy Future" wordt de Zambiaanse jeugd bijeengebracht en voorgelicht over het aidsprobleem. De Kalusha Foundation is gevestigd in Lusaka en Nederland. De KNVB, MYSA uit Kenia en Nike ondersteunen de stichting met voetbalmateriaal en kennis. Er zijn inmiddels vier mensen fulltime actief voor de Kalusha Foundation.

## Spelerscarrière
- Mufulira Blackpool (1979-1980)
- Mufulira Wanderers (1980-1985)
- Cercle Brugge (1985-1988)
- PSV Eindhoven (1988-1994)
- Club América (1994-1997)
- Necaxa (1997)
- Al Wahda (1998)
- Club Léon (1998)
- Club Irapuato (1999)
- CD Veracruz (1999)
- SD Correcaminos (2000)
- Zambiaans voetbalelftal (1983-2005)

Debuut tegen Oeganda (1983)
Interlands: 100 (per 3 september 2005)
Doelpunten: 50 (per 3 september 2004)
Olympische deelname: Olympische Zomerspelen 1988, Seoel, Zuid-Korea

## Trainerscarrière
- Potros Marte als assistent coach (2001-2003)
- Zambiaans voetbalelftal (2005-2008) als bondcoach
- Zambiaanse voetbalbond (2008-heden) als voorzitter